# Grilló
 Grilló  és una eina de subjecció ràpida que se sol utilitzar com a peça intermèdia entre l'armella i l'eslinga. Se sol utilitzar també per a subjectar la càrrega a una grua.
El grilló sol constar d'una argolla i un caragol.
Hi ha diversos tipus de grillons:
- Grillons giratoris
- Grillons per altes càrregues

Històricament, els grillons també s'han fet servir per a immobilitzar o restringir els moviments dels presoners. Els grillons ja són esmentats al segle xv al poema "Presoner" de Jordi de Sant Jordi on es diu "E los grillons lleugers ara preo més"

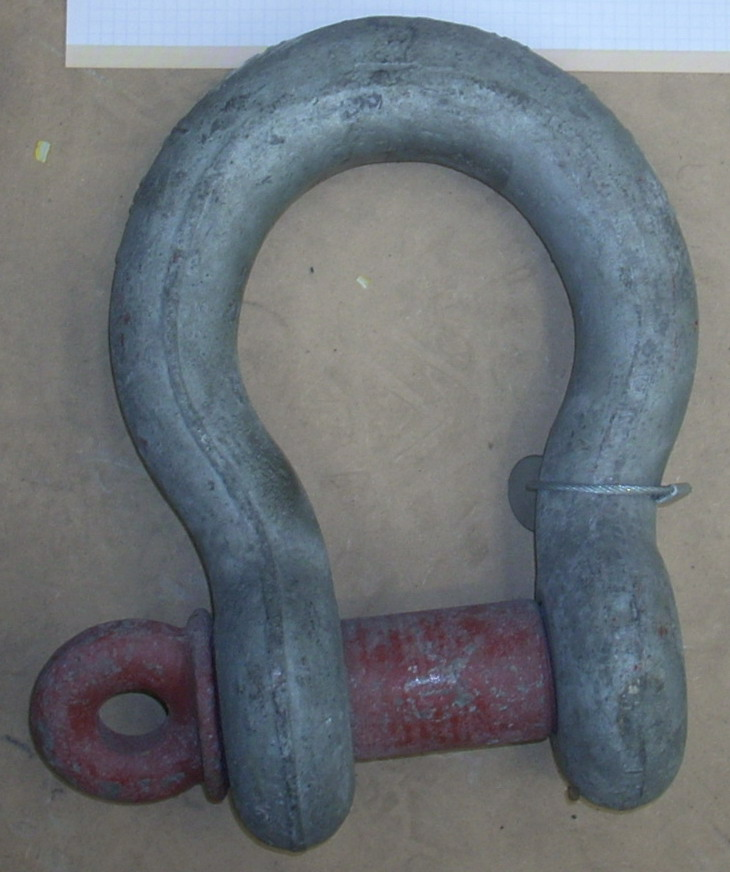
Grilló.

## Nota
1. ↑  «Presoner, de Jordi de Sant Jordi a Viquitexts». [Consulta: 2 juny 2016].